# Paul Kariya
Paul Tetsuhiko Kariya (Vancouver, 16 ottobre 1974) è un hockeista su ghiaccio canadese che ha giocato nella NHL con le squadre dei Mighty Ducks of Anaheim, dei Colorado Avalanche, dei Nashville Predators e dei St. Louis Blues.

## Carriera
Come evidenziato dal secondo nome, il padre è di origine giapponese. Ha due fratelli, Martin e Steve, anch'essi giocatori di hockey, benché mai attivi nella National Hockey League. Giocatore piuttosto minuto per gli standard NHL, ha sopperito con le doti tecniche di assist-man e realizzatore alla mancanza di gioco fisico. Paul Kariya venne selezionato in quarta posizione nel NHL Entry Draft del 1993. Dal suo esordio in NHL, avvenuto nella stagione 1994-95, ha giocato per 10 anni con i Mighty Ducks of Anaheim, costituendo con Teemu Selänne una delle coppie più prolifiche della storia della lega. Dopo una stagione segnata da continui infortuni coi Colorado Avalanche, e una volta conclusosi il lockout del 2004-2005, firma un contratto biennale coi Nashville Predators.
In nazionale ha esordito giovanissimo, conquistando l'argento a Lillehammer 1994: in occasione della finale disputata e persa contro la Svezia, nella serie finale di shootouts ne realizzò uno, ma fu anche l'autore dell'errore decisivo che consegnò la medaglia d'oro agli scandinavi. Quattro anni dopo non partecipa all'impegno olimpico per un infortunio, ma nel 2002 conquista la medaglia d'oro a Salt Lake City. Il 29 giugno 2011 Paul Kariya annuncia il suo ritiro ufficiale dalle competizioni dopo aver saltato l'intera stagione 2010-11 per infortunio. Si ritira dopo 15 stagioni, tutte giocate nella National Hockey League.